# Malaltia de transmissió sexual

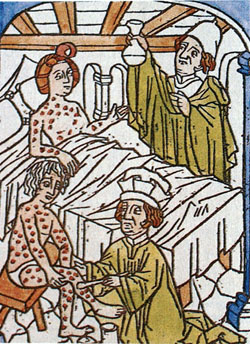
Tractament de la sífilis al segle XV.

Les malalties de transmissió sexual (MTS), també conegudes com a infeccions de transmissió sexual (ITS) o clàssicament com a malalties venèries, són aquelles infeccions en què les relacions sexuals tenen una rellevància epidemiològica. Fins als anys 1990 era coneguda com a malaltia venèria (de Venus, deessa de l'amor) que de fet era també un eufemisme que en certa manera ocultava l'origen sexual d'una malaltia socialment estigmatitzada. Són un grup de malalties de declaració obligatòria, en la propagació de les quals la conducta de les persones hi té molta importància.
En la majoria dels casos (i especialment en les etapes inicials), les MTS són asimptomàtiques o tenen símptomes lleus, fet que dificulta la seva diagnosis. Això fa que algunes persones tot just infectades que no hagin desenvolupat els símptomes, actuen de transmissores de les malalties sense que ho sàpiga cap de les parts implicades.
Les malalties de transmissió sexual es transmeten mitjançant relacions sexuals, tanmateix pot ser que determinades infeccions puguin ser transmeses per altres vies (com per exemple l'hepatitis vírica, una afecció hepàtica molt estesa arreu del món i que té diferents graus de gravetat). Tot i que la majoria de les MTS tenen tractament, algunes, com les produïdes per virus, són cròniques: no es guareixen mai de manera definitiva, sinó que l'agent causal roman en estat latent, sense manifestar-se, dins de l'organisme al qual ha infectat, podent reaparèixer cíclicament. Aquest tipus de relació entre l'organisme i l'agent infecciós facilita la transmissió d'aquest, és a dir, la seva infectivitat.
Actualment es coneixen 30 tipus de malalties de transmissió sexual, de les quals 26 ataquen principalment a les dones i 4 a tots dos sexes. També poden afectar els primats no humans.
Encara que l'eficiència de l'ús del preservatiu o condom ha estat posada en dubte en diverses ocasions (donat que moltes de les malalties de transmissió sexual s'infecten per via cutània o per mitjà de líquids corporals no directament vinculats al coit), el condom no deixa de ser una important línia de defensa com a barrera. S'han de fer servir mètodes anticonceptius per tal d'evitar el risc de contraure MTS i/o infectar-ne a tercers.
Els mètodes més eficaços per combatre les malalties de transmissió sexual són els preventius, prenent les mesures oportunes per mitjà de l'ús del preservatiu i la higiene adequada, elements imprescindibles per a una sexualitat responsable i que redueixen considerablement el risc de transmissió d'aquestes infeccions.

## Dades i xifres
- Diàriament, més d'un milió de persones contrauen alguna malaltia de transmissió sexual arreu del món.[16][17]
- Les MTS tenen una repercussió molt negativa sobre la salut reproductiva femenina.[18]
- S'estima que cada any uns 376 milions de persones contrauran alguna d'aquestes quatre MTS: clamidiasi, gonorrea, sífilis o tricomoniasi.[16][17]
- S'estima que més de 500 milions de persones són portadores del virus que provoca la infecció genital pel virus de l'herpes simple (VHS).[19]
- Més de 290 milions de dones tenen infecció pel virus del papil·loma humà (VPH).[20]
- El 2016, més de 988.000 dones embarassades varen contraure la sífilis, cosa que derivà amb més de 200.000 morts del fetus o del nounat.[21]
- A Espanya, l'herpes genital és la MTS més comuna (uns 50.000 casos/any). La incidència de clamidiasi, segons dades publicades l'any 2023, és de 48,36 episodis/100.000 habitants i la de limfogranuloma veneri de 1,66 episodis/100.000 habitants.[22]

## Classificació i terminologia
Fins a la dècada del 1990, les malalties de transmissió sexual eren conegudes generalment com a "malalties venèries": Veneris és el genitiu llatí del nom Venus, la deessa romana de l'amor. Un altre eufemisme era "malaltia social".
Els agents de la salut pública van ser els primers a introduir el terme "infecció de transmissió sexual", que els clínics utilitzen cada vegada més juntament amb el terme "malaltia de transmissió sexual", per distingir-la del primer terme. A vegades els termes ITS i MTS s'utilitzen de manera intercanviable. Això pot resultar confús i no sempre és precís, de manera que ajuda conèixer la diferència entre el que és una infecció i el que és una malaltia. Una infecció significa simplement que un microorganisme (virus, bacteri o paràsit) capaç de causar malaltia es troba dins el cos d'una persona. Una persona infectada no presenta necessàriament cap símptoma o signe que el virus o bacteri danya el cos, de manera que no es troba necessàriament malament. Una malaltia significa que la infecció fa que la persona infectada es trobi malament, o que s'adoni que alguna cosa no va bé. Per aquest motiu, el terme ITS (que es refereix a una infecció amb qualsevol germen que pugui causar una MTS, encara que la persona infectada no presenti símptomes) és un terme amb un significat molt més ampli que el de MTS. Tanmateix, la distinció que es fa és més propera a la discriminació entre una colonització i una infecció, que no pas entre una infecció i una malaltia.
Més específicament, el terme MTS es refereix únicament a les infeccions que causen símptomes. Com que la majoria de vegades la gent no sap que està infectada amb una MTS fins que comencen a presentar símptomes de la malaltia, la majoria de persones utilitzen el terme MTS, tot i que el terme ITS també seria apropiat en molts casos.
A més, a vegades s'utilitza el terme "malaltia transmissible sexualment", ja que és menys restrictiva respecte als altres factors o mitjans de transmissió. Per exemple, la meningitis es pot encomanar a través del contacte sexual o ser una conseqüència secundària rara d'aquest, però no se la considera una MTS perquè el contacte sexual no és el vector principal pels patògens que causen meningitis. Aquesta discrepància es basa en la probabilitat d'infecció per altres mitjans que el contacte sexual. En general, una ITS és una infecció amb una probabilitat negligible de transmissió per mitjans altres que el contacte sexual, però que té un mitjà realista de transmissió per contacte sexual (els mitjans més sofisticats, com per exemple una transfusió sanguínia o compartir una xeringa, no es prenen en compte). Així doncs, es pot assumir que, si una persona està infectada amb una ITS (com ara la clamidiasi, la gonorrea o l'herpes genital), la via d'entrada de la infecció ha estat per contacte sexual.

## Transmissió
- Les relacions sexuals involucrades són tant el sexe vaginal com l'oral[30] o l'anal.[31]
- Altres vies de transmissió poden ser a través dels líquids corporals, principalment les transfusions de sang,[32] compartir la xeringa i la seva agulla,[33] fer-se tatuatges[34] o pírcings i durant el part. Això fa que els professionals de la salut, presos,[35] hemofílics[36] i consumidors de drogues per via parenteral[37] tinguin un risc més elevat d'adquir una ITS sense tenir una relació sexual.

## Agents

### Bacterians
- Xancre tou (Haemophilus ducreyi)[38]
- Blennorràgia o gonorrea (Neisseria gonorrheae)[39]
- Granuloma inguinal o donovanosi (Klebsiella granulomatis i Calymmatobacterium granulomatis)[40]
- Limfogranuloma veneri (LGV) (Chlamydia trachomatis serotipus L1, L2, L3)[41]
- Uretritis no gonocòccica (UNG) (Ureaplasma urealyticum)[42]
- Shigel·losi (Shigella sonnei)[43]
- Mycoplasma hominis[44][45]
- Sífilis (Treponema pallidum)[46]
- Mycoplasma genitalium[47][48]

### Vírics
- Infecció per citomegalovirus.
- Infecció pel virus de la verola del mico (MPV).[49]
- Infecció pel virus del Zika (ZIKV).[50]
- Infecció per papil·lomavirus humà (Virus del papil·loma humà (VPH) — contacte amb pell i mucoses. Els serotipus del VPH d'alt risc causen pràcticament tots els càncers d'úter, així com càncer anal, de penis i vulvar.[51] Per això és molt important la vacunació contra el VPH.[52] Alguns dels altres serotipus de VPH causen berrugues genitals.[53] No sempre la forma de contagi del VPH és d'índole sexual.[54]
- Hepatitis B (virus de l'hepatitis B) — saliva i líquids venèrics (Nota: les hepatitis A i E es transmeten per via fecal-oral; l'hepatitis C és rarament transmissible mitjançant relacions sexuals sense risc[55] i la ruta de transmissió de l'hepatitis D (que tan sols infecta conjuntamet amb la B) és encara incerta, però podria incloure transmissió sexual[56][57]).
- Herpes simple (virus de l'herpes simple tipus 1 i tipus 2) — contacte amb pell i mucoses.[58]
- Infecció pel virus del SIDA (VIH).[59][60][61] — líquids corporals.
- Infecció pel virus del mol·lusc contagiós (VMC) — contacte directe.[62]

### Parasitaris
- Pediculosi
  - Polls (Pediculus humanus humanus)
  - Cabres (Pthirus pubis)[63]
- Sarna (escabiosi púbica) (Sarcoptes scabiei)[64]

### Fúngics
- Candidosi (Candida albicans)[65]
- Dermatofitosi genital (Trichophyton spp.)[66]

### Protozoaris
- Amebosi (Entamoeba histolytica)[67]
- Giardiosi (Giardia lamblia)[68]
- Tricomonosi (Trichomonas vaginalis)[69]

## Prevenció
Article principal: Sexe segur
Les mesures preventives són aquelles que fan disminuir de forma més eficaç el contagi i incidència de les malalties de transmissió sexual. Les estratègies per reduir el risc de contraure una MTS inclouen: el seu cribratge regular en els col·lectius més exposats a elles, els microbicides, la vacunació, l'ús de preservatius, l'educació sexual, la circumcisió, la monogàmia mútua, la reducció del nombre de parelles sexuals o l'abstinència. En cas d'una vida sexual activa, es recomana fer un monitoratge anual del propi estat de salut i el de la parella mitjançant els tests oferts gratuïtament pels centres de prevenció i control d'ITS.
La manera més efectiva de prevenir la transmissió d'MTS és evitant el contacte entre parts del cos i/o líquids corporals que puguin actuar com a vector de transmissió entre la persona infectada i la seva parella sexual. No totes les activitats sexuals impliquen contacte directe entre els participants: el cibersexe, el sexe telefònic o la masturbació a distància, eviten el contacte.
L'ús correcte del preservatiu redueix considerablement el risc de transmissió de malalties sexuals, entre elles la clamidiasi o la infecció pel VIH. No obstant, tot i que els preservatius són una mesura efectiva en limitar l'exposició a les MTS, la transmissió d'algunes malalties pot ocórrer fins i tot mitjançant el seu ús.

## Tractaments
Temps enrere només se'n podien tractar alguns símptomes sense eliminar la infecció. Amb l'ús d'antibiòtics es va poder guarir en primer lloc la sífilis i també altres malalties de transmissió sexual de causa bacteriana. A partir de 1980 el problema es va fer una altra vegada greu amb la sida, ja que no es disposa de tractaments curatius.

## Les malalties de transmissió sexual al llarg de la història
Tot i que són moltes les malalties venèries descrites en l'actualitat, han estat només tres les que en el curs de la història han captat l'atenció a causa de les seves connotacions individuals i socials.
Les malalties venèries han afectat tots els estrats socioeconòmics de la mateixa manera i han estat protagonistes d'episodis vergonyosos en la trajectòria d'homes eminents i distingits de la societat, la qual cosa ha repercutit fins i tot en la història de l'art, específicament a la pintura del segle xv i xvi, on es va arribar a estigmatitzar a personatges líders de la vida religiosa i social, determinant moltes vegades la inclinació de l'opinió pública contra aquestes persones i amb això afavorir uns canvis socials i religiosos que serien de gran importància per a l'evolució de l'Europa Occidental, com fou el cas del papat i la sífilis en el moment de l'adveniment del protestantisme com a alternativa ideològica a l'església romana.
En els tractats mèdics escrits durant el regnat de l'emperador Groc, fa aproximadament 4.500 anys, es descriu la gonocòccia. De la mateixa manera a l'antic Egipte, al papir Brugsch, datant del 1350 aC, es descriuen també els símptomes i tractament de la gonorrea i en el papir Ebers es descriuen els símptomes d'una uretritis aguda i el seu tractament per mitjà de la instil·lació intrauretral d'oli de sàndal.
A la Bíblia es descriu la gonorrea, i se la relaciona amb la pràctica sexual.
| « | Parleu als fills d'Israel i digueu-los: Qualsevol home que pateix flux seminal és impur a causa del flux. A això consistirà la impuresa causada pel seu flux: sigui que el seu cos deixi destil·lar el flux, o el retingui, és impur. Tot llit en que dormi el que pateix flux serà impur | » |

Els casos d'impuresa citats no són només la malaltia contagiosa de la gonorrea, sinó el simple vessament seminal de l'home i les regles de la dona. Moisès assenyala la seva alta contagiositat, la manera de prevenir les impureses sexuals, evitant el coit en els moments inicials de la menstruació i les conductes que s'han d'adoptar des del punt de vista higiènic en tots dos integrants de la parella.
Hipòcrates, una de les figures més importants de la història de la medicina, va ser el primer a descriure la malaltia de transmissió sexual, amb totes les seves característiques, tot i que la malaltia se suggeria en la Bíblia (Levític 15) i en papirs egipcis. El Corpus hippocraticum descriu entre els trastorns del tracte urinari unes lesions dures secundàries al contacte sexual que dificulten la micció, causants del fenomen patològic anomenat estranguria.
Tant grecs com romans van descriure les berrugues genitals (berrugues víriques o virus papil·loma humà), transmeses per relacions sexuals.
A la Roma del segle I dC Aulus Cornelius Celsus fa una diferenciació de les berrugues denominant ficus a les berrugues genitals, myrmecia a les berrugues de la planta del peu i thimión a la berruga vulgar.
En els tractats de metges àrabs s'indica que aquesta afecció es contrau per coitus cum immundis, és a dir, per contacte sexual amb un "impur". A l'edat mitjana se la va conèixer per una infinitat de noms pintorescos: mictus saniei, ulceratio interna, seminis lapsus, fluxus, profluvium pubica, fluxura geniturae, rheumatisatio virgae, calefactio in virga, incendium, arsura virgae, ardor urinae, leucorrhoea, medorrhoea, phalorrhoea i, finalment i en un enginyós joc de paraules, associar-la a la perdició imperant a Gomorra, com gomorrhoea.
Avicenna (980-1037 dC) metge i filòsof, en la seva obra "Cànon de la Medicina", obra de referència per a l'ensenyament de la medicina durant l'edat mitjana, referia que resultava útil «mantenir-se allunyat de les dones que deixen caure líquids de la vulva». Segons Avicenna les posicions coitals podien ocasionar malalties, per exemple la posició on la dona està sobre l'home al moment del coit, podia ocasionar hidrocele (hèrnia escrotal), flatulència, úlceres uretrals, úlceres vesicals i dificultat en la sortida de l'esperma.
Trotula de Ruggiero, Considerada la primera ginecòloga de la història mèdica occidental, va exercir la medicina durant part del segle xi. Era membre de l'Escola mèdica de Salern i va descriure la gonorrea com inflammations virgae virilis.
Guillem de Saliceto (1210-1277 dC) pertanyent a l'Escola de Medicina de Bolonya, en la seva obra Ciroxia (també anomenada Guillelmia en el seu honor) suggeria rentar-se els genitals després del coit com a mètode profilàctic per evitar les infeccions venèries. Lanfranco de Milà (1250-1315), de la mateixa escola que l'anterior, al seu llibre titulat “Chirurgia magna” aconsellava rentat dels òrgans genitals amb aigua i vinagre a parts iguals després d'un coit sospitós i, en cas de no tenir aquests ingredients recomanava "rentar el membre amb la pròpia orina".
Al continent americà el poble asteca funda Tenochtitlán (1325), ciutat amb alts conceptes d'higiene i de salut pública, i posseïdor de recursos terapèutics naturals, de tipus fitoteràpia, de gradualment incorporada a la farmacopea europea. Les malalties venèries al poble asteca eren conegudes amb el nom de Cihuatlaueliloc. La Coanenepilli ("Llengua de Serp"), era l'arrel d'una herba en pols espessit amb aigua, el qual begut era útil per al dolor de pit, contra la febre i en individus amb sang i pus a l'orina. L'Huihuitzmallotic era una una herba que barrejada amb mel i introduïda a la uretra masculina servia per a la curació dels problemes urinaris (infeccions venèries…).
Pietro d'Argelata (?-1423), alumne de Guy de Chauliac i posteriorment professor de la Universitat de Bolonya, un dels més reputats cirurgians del seu temps, va descriure les úlceres penianes i recomanava a l'estiu rentar el penis amb aigua i a l'hivern amb orina pels seus poders medicinals.
Giovanni da Vigo (1450-1525) de la Ligúria, va guanyar la confiança i els favors del cardenal Giuliano della Rovere, futur papa Juli II (1443-1513), el qual tenia tres fills i havia adquirit el "mal francès" (sífilis). Vigo en el seu llibre publicat el 1514 De practica copiosa in arte chirurgica afirmaba que el mal francès o morbus gallicus tenia l'origen, sense excepció, «In vulva in mulieribus et in virga in hominibus» ("A la vulva en les dones i en el penis en els homes"), després del coit infectant. Va parlar de lesions primàries (genitals), lesions secundàries (pústules cutànies) i lesions terciàries (gomes luètiques, «tuberositats plenes de matèria gruixuda i flemàtica»). Per aquestes lesions el papa Juli II, prohibia als fidels que li besaran els peus, pràctica molt comuna per a l'època, ja que tenia una podagra tuberosa e ulcerata que Vigo curava diàriament amb un emplastrum de Vigo cum mercuri contra pústules i exantemes.
El descobriment d'Amèrica realitzat per Cristòfor Colom el 1492 originaria una de les polèmiques més intenses de la història de la medicina com va ser l'origen de la sífilis.

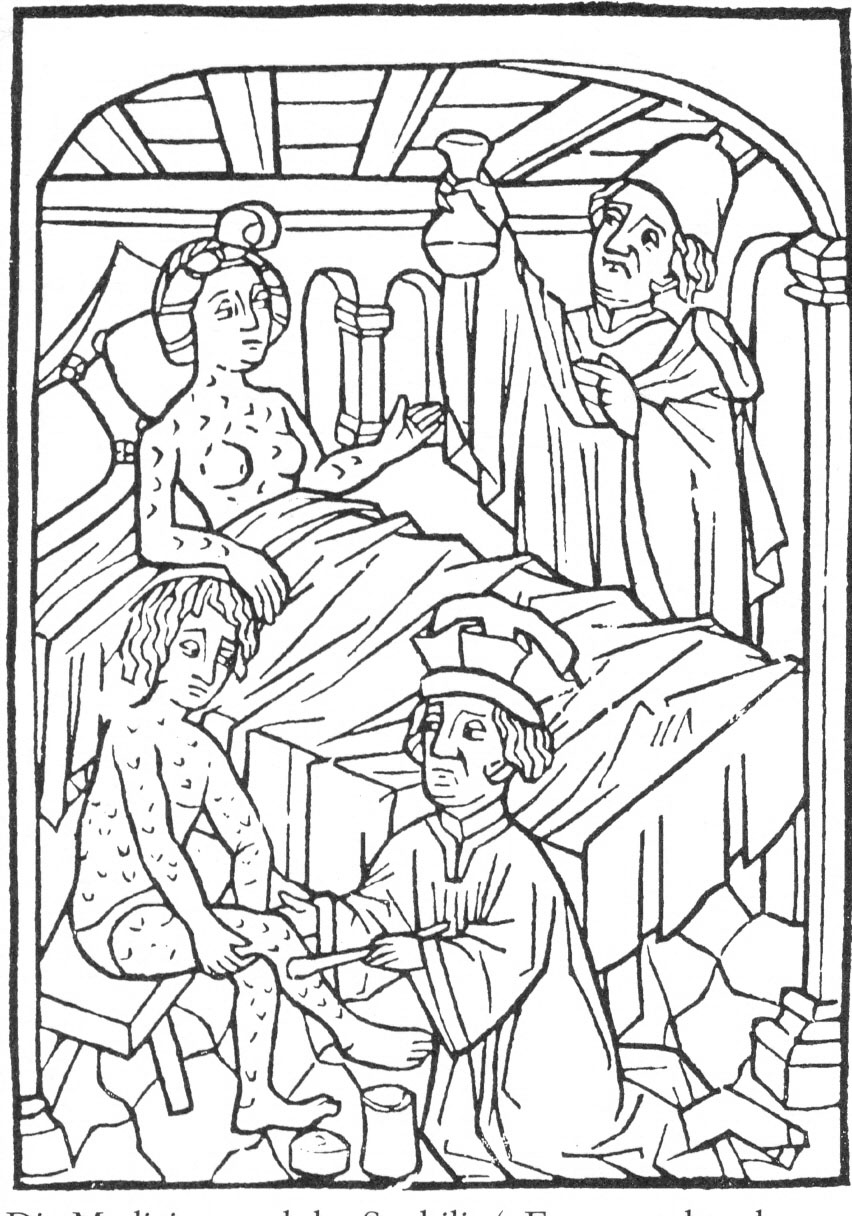
Il·lustració del 1496, malalts de sífilis sent atesos per metges.

Malgrat les controvèrsies del seu origen, de manera inobjectable, es va conèixer per la seva contundència a Europa a finals del segle xv, convertint-se en una ràpida epidèmia multinacional, on l'aspecte sexual era el predominant i amb característiques clíniques que la van fer ràpidament coneguda i temuda, la qual que es va traduir per la ignorància regnant, en tema de múltiples conjectures sobretot religioses, que parlaven de càstig diví pels vicis i el pecat de l'home sobre la faç de la terra.
Es va establir una distinció entre dues formes clíniques, la gallica o Francigena i la non gallica, acceptant-se per tant, la idea que la sífilis podia presentar-se a conseqüència de la blennorràgia, de la mateixa manera que a conseqüència del xancre, teoria que va dominar durant dos segles.
Les teories que expliquen les diverses tesis de l'origen de la sífilis, es divideixen bàsicament en les que sustenten que la sífilis existia molt abans del descobriment d'Amèrica realitzat per Cristòfor Colom (teoria unitària o del vell món, teoria precolombina, teoria de la picava, teoria unitària ancestral treponematosa i teoria africana del yaws, una infecció no venèria també anomenada frambèsia o pian i causada per l'espiroqueta Treponema pallidum subespècie pertenue) i les que sustenten que la malaltia es va generar al Nou Món en descobrir el 1492 i va ser duta posteriorment a Europa per la tripulació de Colom (teoria del Nou Món, teoria de l'intercanvi colombí).
El 1530, Fracastoro publica a Verona un poema de 1.300 hexàmetres titulat Syphilis sive morbus gallicus libri tres dedicat al cardenal Pietro Bembo, conegut per la seva vida dissipada i llicenciosa, amb enorme poder sobre la cúria romana i amant de Lucrècia Borja, filla del Papa Alexandre VI, el qual feu correccions en el poema, presumiblement pel fet que estava contagiat del mateix mal. El mateix Alexandre VI va ser un dels objectius principals de la reforma protestant en escrits, pamflets i gravats i era caricaturitzat com sifilític.

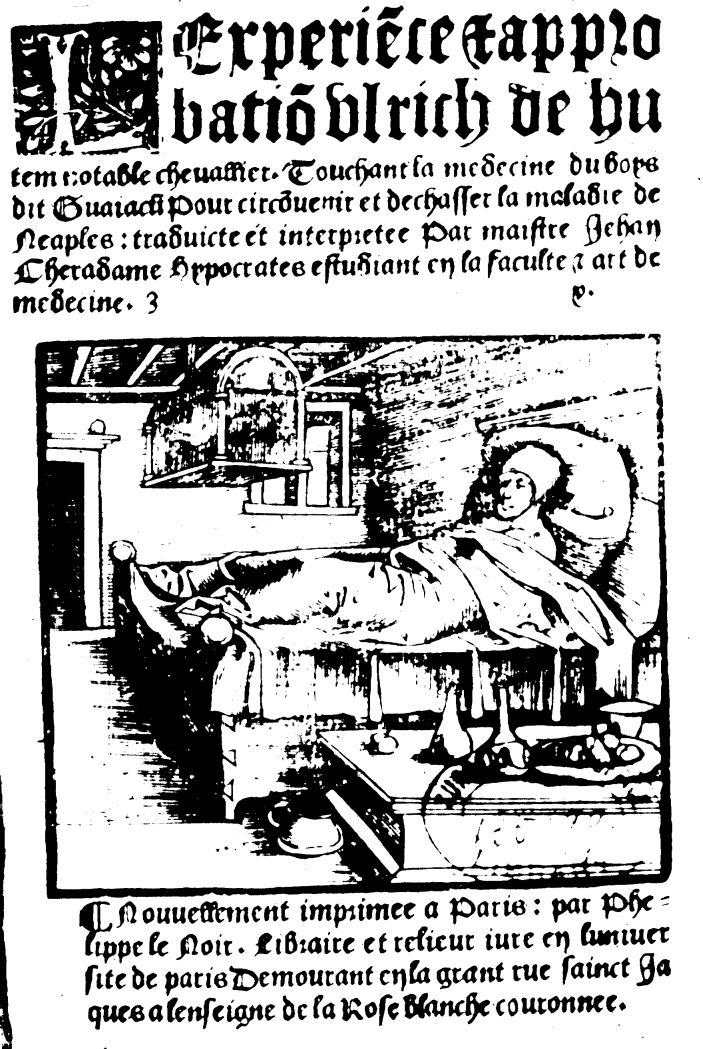
Il·lustració a la traducció en francès del llibre De morbo gallico de Ulrich von Hutten.

Ulrich von Hutten (1488-1523) cavaller de família noble franconiana, poeta i humanista alemany, encoratjador de la reforma protestant luterana, i un dels personatges que va servir de pont entre l'Humanisme i els Reformadors, va patir de sífilis. Enemic públic del papat, va publicar el seu llibre sobre el morbo gallico a Alemanya, el 1519. El llibre proporcionava una bona descripció de la malaltia, reconeguda com a contagiosa, explosiva i espectacular en els seus primers anys, amb els seus símptomes clínics i la seva evolució. En el capítol quart de la seva obra, Ulrich von Hutten passa revista a tots els tractaments de l'època, que va conèixer personalment com a malalt sifilític, com el Panurge (banys, friccions, ungüents, ús de sals metàl·liques, mercuri, mini, plom, sulfat de ferro, blanc de plom, cinabri, alum, olis i essències, mirra, llorer, resina, terebint, ginebre, nard, rosa, infusions d'absenta, camamilla, hisop, menta entre altres). Després dona la seva pròpia recepta terapèutica en el capítol cinc parla de l'arrel del guaiac i del seu ús, règim i consells d'higiene de vida. No se sap amb certesa si von Hutten va morir de la malaltia.
Gabriele Falloppio (1523-1562) cirurgià i anatomista italià, en el seu llibre De preservatione a carie gallica, de l'any 1555, va idear una protecció individual per l'anomenat mal francès, consistent en un tall de lli en forma de sac, a la mida del gland (ad mensuram glandis) amarat de mercuri, antecessor del modern preservatiu. En una obra posterior, De morbo gallico liber absolutissimus, Falloppio recomanava tractar la malaltia amb una combinació de guaiac i precipitat de mercuri.
El papa Pau IV va decretar l'expulsió de les prostitutes de Roma i de l'Estat Pontifici. Però aquest edicte va aixecar acalorades protestes pel poble acostumat a les pràctiques amb prostitutes, que van haver de buscar localitats de l'altra banda del riu Tiber (avui en dia la barriada de Trastevere), on Carles I d'Aragó i Castella va permetre la construcció de cases per a tal fi, anomenades "cases de tolerància". Les prostitutes malaltes de sífilis eren aïllades i castigades corporalment abans i després de rebre tractament.
Giovanni Marinello (?-1580 aprox.), metge i filòsof italià, publica el 1563, a Venècia, el primer tractat de ginecologia-obstetrícia Le medicine partenenti alle infermitá delle donne, on esmenta «aquells petits enuigs» que poden fins i tot ser motiu de rescissió matrimonial com ara la incontinència urinària, l'halitosi, l'ejaculació precoç, la blennorràgia, la satiríasi i el priapisme.
El llibre General and Particular Curation of Ulcers (1575), escrit pel cirurgià anglès John Banister (1533-1610), fa referència a la "lues venerea" i recomana tractar-la amb dieta, decoccions de guaiac i irrigacions mercurials.
El Tratado de Urologia de Francisco Díaz (1527-1590), pare de la urologia espanyola i cirurgià del rei Felip II, esmenta en el darrer llibre el tractament de les morenes, de la flegma salada, i la ninphea o creixement de carn al pubis de la dona, possiblement referint-se a les berrugues genitals causades pel virus del papil·loma humà. El cisori, instrument precursor del modern uretròtom, era similar a un catèter. Díaz introduïa dins d'aquest aparell una cànula fina de plata amb la que anava tallant les carnositats uretrals (estenosis o enduriments de la uretra), que ell deia eren gairebé sempre ocasionades per la gonorrea o pel mal francès. Analitza en les seves obres els processos inflamatoris uretrals, normalment secundaris a malalties venèries, i els descriu amb alguns termes que encara es fan servir avui dia.
L'any 1700, Giovanni Maria Lancisi va proposar la relació de la sífilis amb alguns aneurismes aòrtics.
El Martiri del Mercuri, va ser patit per tots aquells que se sotmetien a tractament per malalties venèries, específicament per sífilis. S'administrava per via oral (en forma de sals com el calomel), mitjançant friccions, per injecció intramuscular i per inhalació de vapors de mercuri, després el pacient era sotmès a banys de vapor o cobert amb mantes gruixudes, basant-se el tractament en la teoria dels humors, segons la qual els verins causants de la malaltia s'havien d'evaporar de l'organisme, a aquesta teoria del corpus hipocràtic se li sumava la convicció cristiana que el dolor físic causat pel tractament, on queien les dents, els dolors corporals eren tremends i queia el cabell, les pestanyes i la barba, així com els alts costos d'aquest, propiciava una purga als pecats comesos. Les malalties venèries des del segle xvi van ser sempre un veritable problema de salut i ja al començament del segle xviii l'única manera de contrarestar la malaltia, era a través de cures de mercuri en un ambient calent i sec.
Durant els segles xix i xx les millores efectuades en la microscòpia i la bacteriologia (Robert Koch) permeten la identificació i la tipificació dels agents causals. L'aparició de les sulfamides i poc després dels antibiòtics suposaren l'aparició de tractaments efectius per a moltes malalties de transmissió sexual.
El professor de Cirurgia de la Universitat de Toulouse Bertrand Bécane (1728-1802?) va escriure l'any 1778 el llibre Observations sur les effets du virus cancereux, divisées en cinq questions, en el qual atribuïa a la sífilis l'origen del càncer. El 1838 Philip Ricord venereòleg francès, escriu "Tractat pràctic de les malalties venèries" publicat a París, on divideix la sífilis en tres períodes en què estudia i descriu les diverses manifestacions de la blennorràgia i estableix l'especificitat de la sífilis com a entitat nosològica a part de la gonorrea. Dissenyador de diversos espèculs i altres instruments quirúrgics.

El dermatòleg i bacteriòleg alemany Albert Neisser (1855-1916), va aïllar el 1879 la causa de la gonorrea en descobrir el gonococ, anomenat Neisseria gonorrhoeae en el seu honor, després de més de 3.500 anys de ser esmentada la malaltia en la història de la medicina.
El dia 3 de març de 1905, a la Clínica La Charité de Berlín, el zoòleg prussià Fritz Schaudinn (1871-1906) i el metge militar berlinès Erich Hoffmann (1868-1959) descobreixen que l'agent causal de la sífilis és el Treponema pallidum.
L'any 1909, el bacterióleg Paul Ehrlich (1854-1915) i el seu ajudant Sahachiro Hata (1873-1938) van produir un compost químic amb el número de control 606, denominat 3,3-diamino-4,4-dihidroxiarsenobenzè, per tractar específicament la sífilis. La companyia farmacèutica Farbwerke Hoechst de Frankfurt del Main, el va comercialitzar l'any següent sota el nom de “salvarsan”, que significa "arsènic que salva".

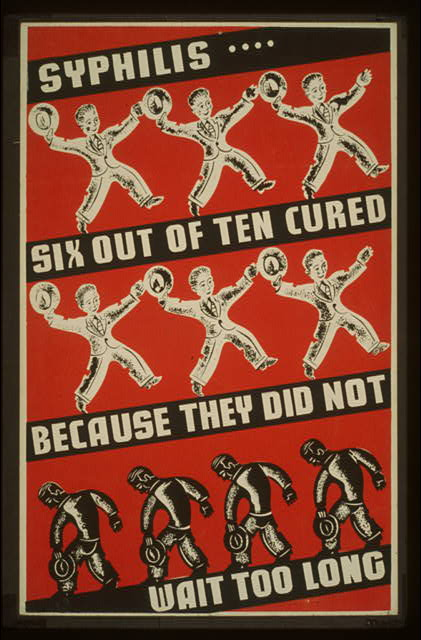
Cartell alenant el tractament de la sífilis, dècada de 1930

Era tal la preocupació social de la sífilis que es feia extensiva a totes les manifestacions artístiques, es realitzaven extenses campanyes sanitàries en els països europeus amb cartells orientats a disminuir la incidència de casos de sífilis.

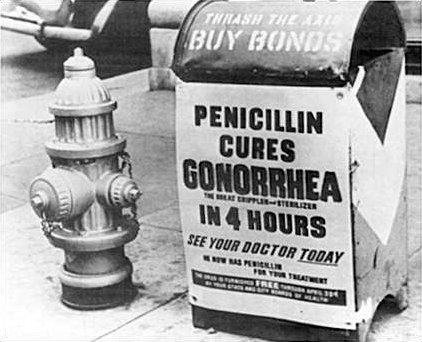
Anunci americà de la dècada de 1940, la penicil·lina cura la gonorrea en 4 hores

El 1921 Constantin Levaditi (1874-1953) microbiòleg romanès, que treballava a l'Institut Pasteur de París, va introduir el bismut en la terapèutica antisifilítica. Durant més de vint anys la medicació de la sífilis es va fer sobre la base dels arsenicals trivalents (arsfenamina i derivats) i de preparats de bismut com a complement. Salvant els inconvenients derivats de la toxicitat hepàtica de l'arsènic i de la toxicitat renal del bismut, la terapèutica era eficaç i va permetre un control bastant efectiu de la sífilis a costa de tractaments repetits i perllongats. Fins a l'arribada de la penicil·lina per via parenteral i més tard de la tetraciclina i dels macròlids, aquesta tècnica terapèutica es mantindria sense grans variacions.
- El 1957 Deacon introdueix l'ús del test FTA (fluorescent treponemal antibody) als Estats Units.[133]
- El 1964 Hunter introdueix el FTA-ABS (fluorescent treponemal antibody-absorption) per detectar i confirmar la prèsencia de sífilis congènita en nadons.[134]
- El 1985 Harald zur Hausen (1936-2023) va trobar que més del 90% de totes les biòpsies de càncers cervicals uterins obtingudes eren positives a l'ADN del virus del papil·loma humà (VPH), començant l'era de la popularització de les proves de detecció del VPH i l'estudi o indagació de la parella per evitar conseqüències oncològiques en la dona.[135] També les investigacions sobre el càncer causat pel VPH en penis, vulva, anus, pell i cap i coll han posat de manifest la importància d'aquest virus com agent carcinogènic.[136]

## Reemergència de les ITS
El 5 de juny de 1981 es descriuen als Estats Units d'Amèrica els primers casos de SIDA (síndrome d'immunodeficiència adquirida). Aquell dia es publica al Morbidity and Mortality Weekly Report dels Centres per al Control i Prevenció de Malalties la descripció de cinc homes homosexuals de Los Angeles amb pneumònia per Pneumocystis carinii. Tots els casos estudiats tenien un dèficit important de la immunitat cel·lular. Tots ells van morir.
Durant el període 1980-1990 la malaltia causà milions de morts i afectats. El desenvolupament del primer tractament farmacològic efectiu basat en la zidovudina i la resta de tractaments antiretrovirals posteriors només minimitzaven l'aparició dels símptomes associats a la SIDA i no curaven de la infecció pel VIH, el seu virus causant. Amb tot els tractaments difícilment arribaven a la totalitat de la població afectada, especialment en països en vies de desenvolupament, que no podien accedir als tractaments pel seu elevat cost econòmic.
Aquesta síndrome ha ocasionat la mort de 25 milions de persones des que es va descobrir el 1981, cosa que la converteix en una de les pandèmies més mortals de la història de la humanitat. L'any 2005, la SIDA fou responsable de més de 3,1 milions de persones, de les quals més de mig milió (570.000) eren nens. Aquest mateix any dels 40,3 milions de persones infectades pel virus d'immunodeficiència humana (VIH) (el doble de l'any 1995), 38 milions eren adults, 17,5 milions eren dones i 23 milions eren joves menors de 15 anys, gairebé el 95 per cent residents en països en desenvolupament. L'any 2005 es van produir al voltant de 5 milions de noves infeccions pel VIH al món, dels quals 3,2 milions van correspondre a la regió de l'Àfrica subsahariana. Aquest mateix any van morir tres milions de persones de malalties relacionades amb la SIDA. L'any 2018 s'estimava que a Espanya uns 145.000 individus eren VIH positius.
El limfogranuloma veneri és una malaltia infecciosa emergent a Europa. Alguns autors consideren que aquesta MTS pot estar substancialment infradiagnosticada en el col·lectiu homosexual masculí de diversos països europeus.